# Daubensee
De Daubensee is een bergmeer in het Zwitsers kanton Wallis. Het meer ligt aan de noordkant van de Gemmipas, op het grondgebied van de gemeente Leukerbad, op 2.207 m hoogte in de Berner Alpen. Het is een van de weinige grotere natuurlijke meren in het kanton.
De Daubensee strekt zich in noord-zuidrichting uit over een lengte van ruim 1,5 kilometer en is op het breedste punt ongeveer 400 meter breed. Aan de oostkant stijgt het terrein via een helling die bekendstaat als de Schafberg naar de Rinderhorn, terwijl boven de westelijke oever de noordelijke voortzetting van de Lämmerengrat oprijst, die zijn hoogste punt bereikt in de Rote Totz (2848 m boven zeeniveau).
Vanuit het zuiden mondt de bergbeek Lämmerendalu uit in het meer. Deze voert het smeltwater van de Wildstrubelgletsjer. Het water stroomt onderaards in de gekarstifieerde ondergrond uit het meer weg en komt twee weken later weer boven water aan de voet van een rots onder het dorp Varen in Wallis, waar het via de bergbeek Russen naar de Rhône stroomt.

## Toerisme
Vanaf de Gemmipas leidt een twee uur durende wandeling van 6,6 km rond het meer. Het wandelpad van Kandersteg naar Leukerbad, een sinds de 5e eeuw gebruikte route over de Gemmipas, loopt langs de oostkant van de Daubensee.
Op de laatste zondag van juli vindt het herdersfeest plaats aan de oostelijke oever van de Daubensee, waar ongeveer 800 schapen samenkomen.
Vanwege de goede windcondities is het meer in de zomer populair bij kitesurfers. De hoogste catamaranschool van Europa wordt ook uitgebaat op de Daubensee. Er zijn geen vissen in de Daubensee. Door de geringe diepte is het meer in november al leeg en loopt het pas weer vol als de sneeuw smelt.